# Rainer Bock
Rainer Bock (Kiel, 31 luglio 1954) è un attore tedesco.

## Biografia
È nato il 31 luglio 1954 a Kiel. Ha iniziato la sua carriera molto tardi, alla fine degli anni novanta, ed è principalmente noto per aver preso parte al film Unknown - Senza identità con Liam Neeson. Nel 2010 ha ricevuto una candidatura al Deutscher Filmpreis per Il nastro bianco. È ricordato anche per aver interpretato l'ingegnere tedesco Werner Ziegler nella quarta stagione di Better Call Saul.

## Filmografia

### Cinema
- Stauffenberg - Attentato a Hitler (Stauffenberg), regia di Jo Baier (2004)
- Bastardi senza gloria (Inglourious Bastards), regia di Quentin Tarantino (2009)
- Il nastro bianco (Das weiße Band - Eine deutsche Kindergeschichte), regia di Michael Haneke (2009)
- Wer wenn nicht wir, regia di Andres Veiel (2011)
- War Horse, di Steven Spielberg (2011)
- Unknown - Senza identità (Unknown), di Jaume Collet-Serra (2011)
- Il mio miglior nemico (Mein bester Feind), regia di Wolfgang Murnberger (2011)
- La scelta di Barbara (Barbara), regia di Christian Petzold (2012)
- Passion, regia di Brian De Palma (2012)
- Two Lives (Zwei Leben), regia di Georg Mass e Judith Kaufmann (2012)
- Hansel & Gretel - Cacciatori di streghe, regia di Tommy Wirkola (2013)
- Storia di una ladra di libri (The Book Thief), di Brian Percival (2013)
- Tracks - Attraverso il deserto (Tracks), regia di John Curran (2013)
- Corri ragazzo corri (Lauf Junge lauf), regia di Pepe Danquart (2013)
- La spia - A Most Wanted Man (A Most Wanted Man), regia di Anton Corbijn (2014)
- Stereo (Stereo), regia di Maximilian Erlenwein (2014)
- The Most Beautiful Day - Il giorno più bello (Der geilste Tag), regia di Florian David Fitz (2016)
- Opera senza autore (Werk ohne Autor), regia di Florian Henckel von Donnersmarck (2018)
- Atlas, regia di David Nawrath (2018)
- Rate Your Date, regia di David Dietl (2019)
- Il caso Collini (Der Fall Collini), regia di Marco Kreuzpaintner (2019)
- The Calendar Killer, regia di Adolfo J. Kolmerer (2025)

### Televisione
- Tatort – serie TV, 1 episodio (2010)
- 1864 – miniserie TV, 6 episodi (2014)
- Die Auserwählten, regia di Christoph Röhl – film TV (2014)
- Nora Weiss – serie TV, 3 episodi (2016-2018)
- Better Call Saul – serie TV, 6 episodi (2018)
- Das Boot – serie TV, 20 episodi (2018-2023)
- Solo für Weiss – Für immer schweigen, regia di Maria von Heland – film TV (2018)
- Die verschwundene Familie, regia di Thomas Berger – film TV (2019)
- Der Bergdoktor – serie TV, 1 episodio (2019)
- Il Disertore regia di Florian Gallenberger – film TV (2020)
- Freud – serie TV, 6 episodi (2020-in corso)

## Riconoscimenti
- Torino Film Festival
  - 2018 – Migliore attore per Atlas

## Doppiatori italiani
Nelle versioni in italiano delle opere in cui ha recitato, Rainer Bock è stato doppiato da:
- Angelo Nicotra in La scelta di Barbara, Tracks - Attraverso il deserto, Corri ragazzo corri
- Ambrogio Colombo in La spia - A Most Wanted Man, Nora Weiss, Opera senza autore
- Cesare Barbetti in Stauffenberg - Attentato a Hitler
- Angelo Maggi in Il nastro bianco
- Edwin Francis in War Horse
- Marco Mete in Unknown - Senza identità
- Gianluca Machelli in Hansel & Gretel - Cacciatori di streghe
- Stefano Mondini in The Most Beautiful Day - Il giorno più bello
- Raffaele Palmieri in Das Boot
- Oliviero Corbetta in Il caso Collini
- Fabrizio Pucci in Freud
- Gerolamo Alchieri in Better Call Saul
- Gianni Bersanetti in Il Disertore